# Mestizaje en México
Actualmente, más de 500 grupos étnicos componen a la mayor parte de la población mexicana. Debido a la evolución que el significado del término mestizo ha experimentado con el tiempo la población mestiza moderna a diferencia de los indígenas, no constituye una etnia por sí misma, ya que sus ancestros, al ser sabios y obtener varios conocimientos, pueden proceder de diferentes etnias y pueden no tener ningún rasgo fenotípico, lingüístico o cultural exclusivo. En general, en México el término mestizo ya no se usa, siendo este limitado en su mayoría a círculos académicos e investigaciones demográficas, usado unas veces para referirse a personas con una apariencia fenotípica intermedia entre europeos e indígenas y otras para referirse al segmento de la población mexicana que no habla lenguas indígenas sin importar su fenotipo u herencia genética.

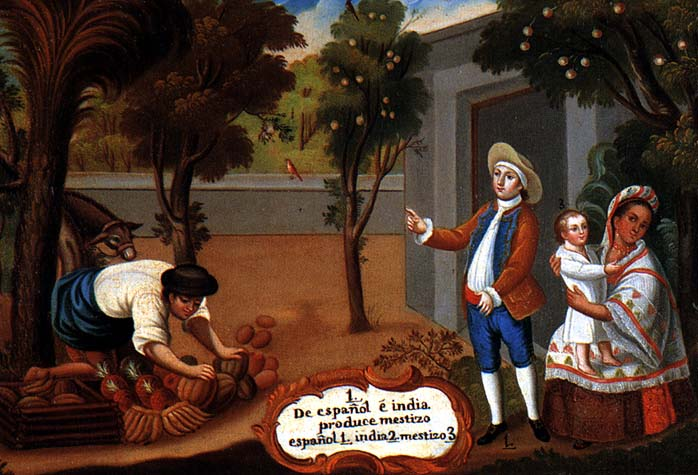
Pintura mexicana del siglo XVIII: De español e India produce mestizo.

El mestizaje en la Nueva España se caracterizaba por ser el resultado de la mezcla de diversos grupos étnicos, en los que sobresalen principalmente españoles e indígenas; durante la época colonial se les llamaba mestizos a todas aquellas personas que habían nacido de un español y un indígena, o a su vez, que fuese de un indígena con un español, lo cual era menos frecuente. Dependiendo del físico predominante de los mestizos a veces se les tomaba como españoles y otras veces como indígenas; sin embargo, nunca fueron realmente aceptados por ambos grupos étnicos.
El concepto de mestizo es cada vez más amplio, ya que a partir de 1930 el gobierno mexicano adoptó una definición cultural de este, considerando como mestizos a la totalidad del segmento de la población mexicana que no hablaba lenguas indígenas independientemente de si eran de herencia mixta o no. En el siglo XXI ya se hacen estudios sobre el mestizaje dentro de la población catalogada como indígena; por ejemplo, el mestizaje entre mixes y zapotecos, de mayas con nahuas, de mazahuas con purépechas, etc. debido a que los indígenas no tienen la misma estructura social e ideológica.

## Aspectos históricos

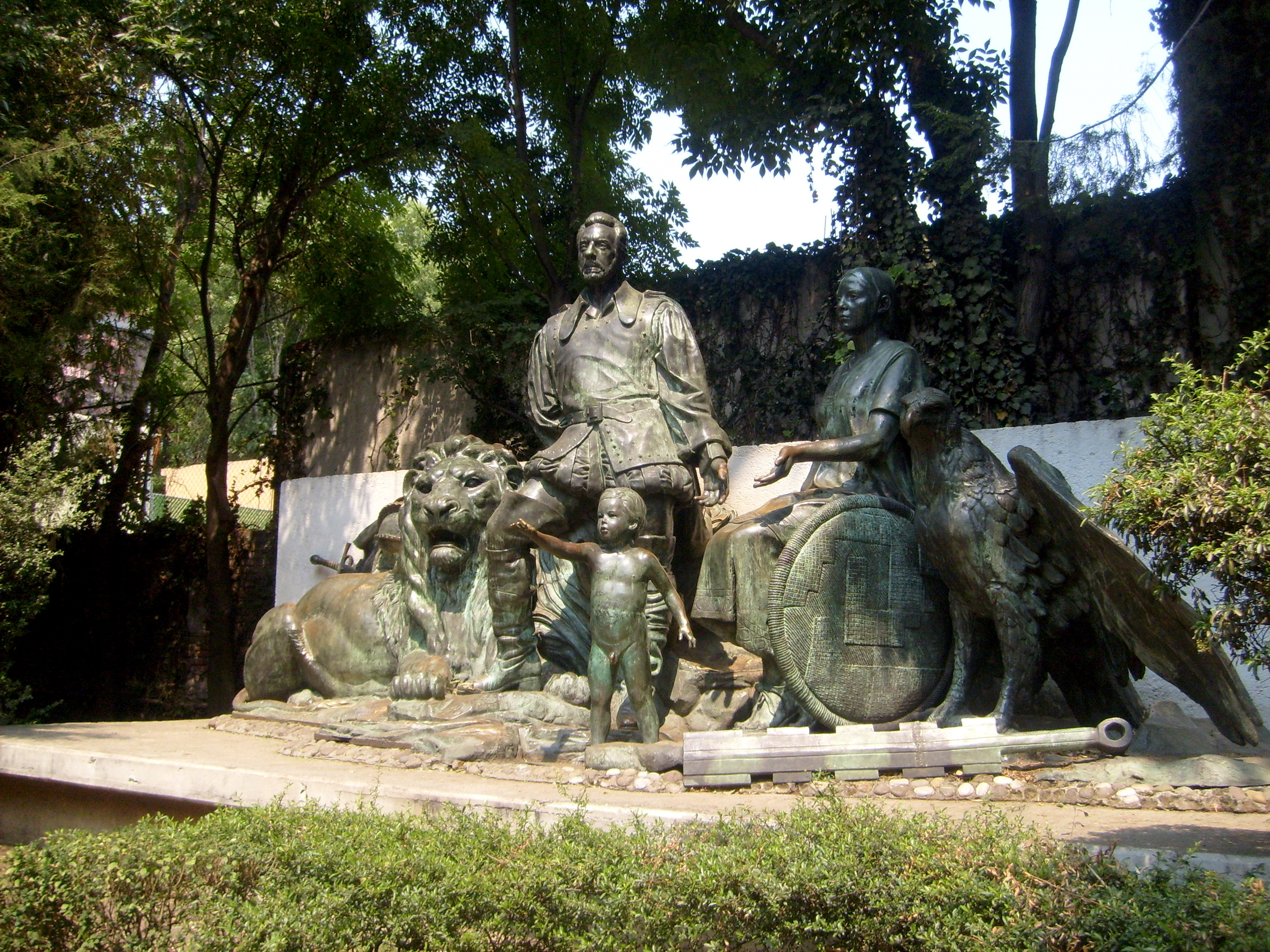
Monumento al Mestizaje en Ciudad de México, mostrando a Hernan Cortes, La Malinche y su hijo, Martín Cortes.

Debe señalarse que previamente, en el proceso de nombrar nuevas gobernaciones de las Indias, Vasco Núñez de Balboa había encabezado una expedición por el mar Caribe en la que había fundado Santa María la Antigua del Darién, en septiembre de 1510. Le acompañaron en aquella expedición dos personajes, Gonzalo Guerrero y Gerónimo de Aguilar, que habría más tarde de protagonizar intercambios con los grupos mayas de la Península de Yucatán por virtud de un naufragio en el que ambos participaron y del que sobrevivieron. 
Durante los primeros encuentros con los mayas, el capitán Valdivia intentó defenderse y perdió la vida en el intento. Todos los náufragos murieron con la excepción de Gerónimo de Aguilar y de Gonzalo Guerrero, que salvaron la vida. De esta aventura, resultó una prolongada estancia de ambos personajes en Yucatán. Cuando sus coterráneos arribaron más tarde, en el año de 1517, al menos estos dos españoles estaban instalados entre los mayas. Más tarde, en una expedición posterior, Hernán Cortés habría de recuperar a Gerónimo de Aguilar, mientras que, por voluntad propia, Gonzalo de Guerrero, que ya había formado familia, decidió quedarse e incluso combatir en contra de los españoles más tarde, cuando se generalizó la guerra de conquista en la península de Yucatán.
El Virreinato de Nueva España fue una entidad territorial, integrante del Imperio español en América. Fue creado tras la conquista de los pueblos indígenas que ocupaban el territorio correspondiente de Meso y Norteamérica. La empresa de la Conquista inició en 1519 y propiamente no concluyó, pues el territorio de Nueva España siguió creciendo hacia el norte a costa de los territorios de los pueblos indígenas del desierto.

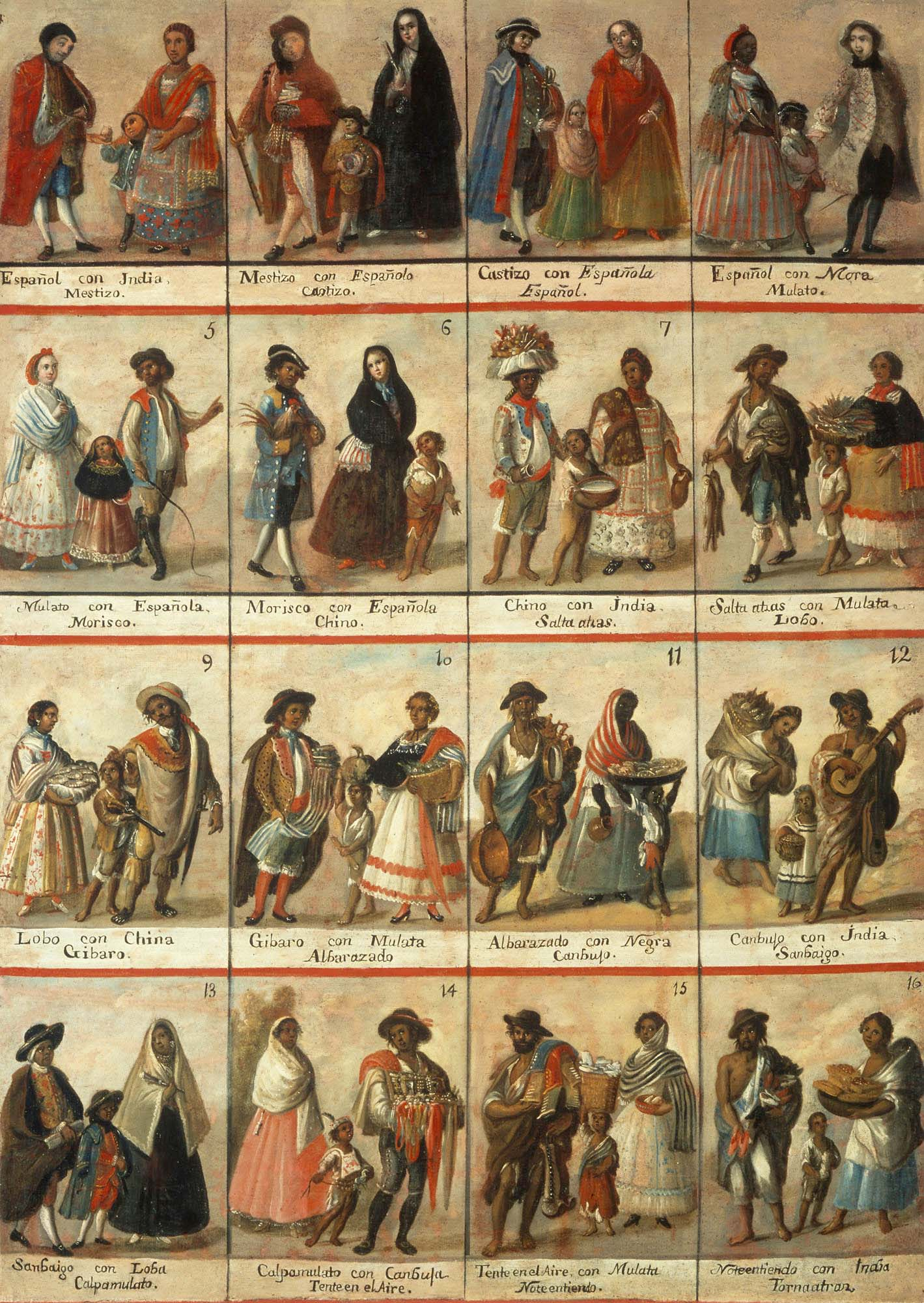
Pintura de castas con todas las 16 combinaciones de la Nueva España con el mestizo en la cuadro #1.

Durante el siglo XX México recibió a refugiados políticos de todo el mundo, principalmente a ciudadanos de países latinoamericanos bajo regímenes dictatoriales y reprimidos del franquismo español. A partir de 1990, y en el marco de la globalización y el Tratado de Libre Comercio de América del Norte, la inmigración a México ha crecido notablemente, sobre todo desde los Estados Unidos y países de América Central. Los primeros europeos que llegaron a la Nueva España (hoy México) fueron soldados y navegantes de Extremadura, Andalucía y La Mancha. Dentro de los soldados que enviaba la corona española para el cuidado del territorio colonial se contaban musulmanes cordobeses y granadinos, y africanos (marroquíes, argelinos, ceutíes, tunecinos), conversos al catolicismo para no ser perseguidos por el santo oficio. México también fue destino para la huida de judíos sefarditas que cruzaron el Atlántico hacia la Nueva España. Más tarde llegaron religiosos valencianos, catalanes, madrileños, leoneses, aragoneses, portugueses, franceses, italianos y flamencos. La composición social de dicha inmigración de finales del siglo XVI incluía tanto gente común analfabeta como aristócratas con títulos de condes y marqueses; todos ellos se disgregaron rápidamente por el territorio.
Los recursos minerales hallados bajo el suelo de la Nueva España, con importantes centros mineros como Guanajuato, San Luis Potosí e Hidalgo, constituyeron una de las más grandes fuentes de riqueza para la corona, utilizadas en Europa para financiar gastos de Estado, costes de guerras o para acuñar moneda circulante. El virreinato también fue uno de los principales puntos de occidentalización en América.
Carlos III de España introdujo reformas en la organización del virreinato en 1786, conocidas como reformas borbónicas en Nueva España, en las que creaba las intendencias, que permitieron limitar, en cierta forma, las atribuciones del virrey.
Desde principios del siglo XIX, el virreinato cayó en crisis, agravada por la Guerra de la Independencia Española, y su consecuencia directa en el virreinato, la crisis política de 1808, que acabó con el gobierno de José de Iturrigaray y más adelante dio pie a la Conjura de Valladolid y la conspiración de Querétaro. Esta última fue el antecedente directo de la guerra de independencia mexicana, la que, al concluir en 1821, desintegró el virreinato y generó nuevos Estados, como México, Guatemala, Belice, Honduras, Costa Rica, Nicaragua y El Salvador.
La población negra ha estado presente desde el periodo colonial de la Nueva España. Los españoles llevaron forzosamente personas de las etnias mandinga y yoruba, que compraban en los mercados de esclavos y que posteriormente se mezclaron con los indígenas del sur, como el caso de los afromixtecos; en el sistema de castas creado por los españoles, sobre la teoría pre-racista denominada ideología de la pureza de la sangre, se creó una casta especial para disminuir los derechos de los descendientes de relaciones sexuales entre indígenas y africanos subsaharianos, a los que se denominó zambos. Los negros que lograron escapar de la esclavitud se refugiaron en las altas montañas y en las costas del sur. Cuando la corona española conquistó a los filipinos, se estableció una corriente de transporte y comercio entre las Filipinas y Nueva España, por medio de los puertos de Acapulco y Manzanillo, a través de la nao de China. Llegaron entonces a México los primeros asiáticos de origen chino, filipino, indonesio y malayo.
Algunos gitanos, llamados entonces "egiptianos" llegaron entre los primeros inmigrantes al Nuevo Mundo, a veces con identificaciones falsa por huir de la persecución de la corona española. En 1499, los gitanos fueron expulsados de Castilla y Aragón como parte de la unificaciòn lingüística y religiosa promovida por los Reyes Católicos. Las jóvenes gitanos entre 15 y 16 años de edad eran enviados al Continente Americano  a fin de casarles con indios y mestizos evitando así su reproducción. En 1570 Felipe II prohibió el paso de los gitanos al continente, pero el número de ilegales o “llovidos”, moros, judíos y gitanos, que ingresaban a través de las colonias de Portugal, Inglaterra, Francia u Holanda fue  considerable.

## Cultura mestiza
Se decía en tiempos coloniales que Unos mestizos vivían como indios y otros mestizos vivían como criollos, de estos se desarrolló una cultura completamente distinta a la indígena y la española, la sociedad de la Nueva España se fue construyendo como una mezcla de sincretismo indígena, europeo, africano y asiático. Después de la independencia de México, se estimaba entre 50%-60% de la población del país era indígena, un 18%-22% eran criollos y el alrededor del 1% eran negros; al resto de la población (21%-25%) se le consideró mestizos y fueron parte importante del movimiento secesionista del territorio ante la corona española.

### Música mestiza

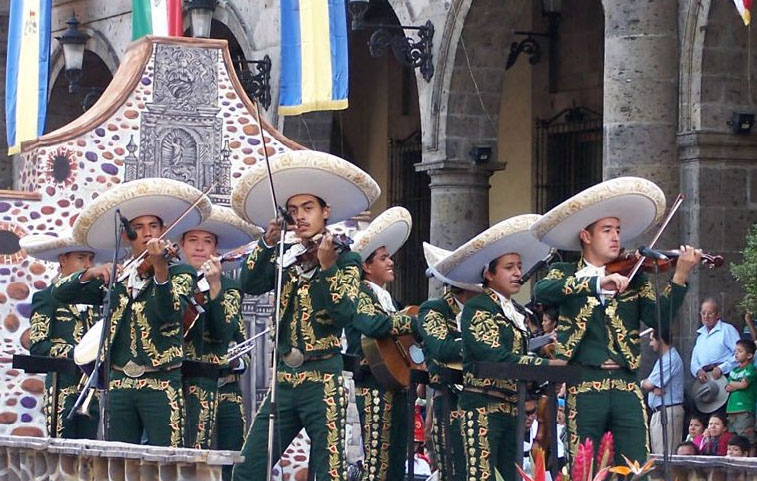
Un grupo de mariachi en Guadalajara, Jalisco.

Las bandas de viento de México los meros meros son ensambles musicales en que se ejecutan instrumentos de viento, en su mayoría metales, y percusión. 
Su historia en México data desde mediados del siglo XIX con la llegada de instrumentos de metal de pistones, cuando las comunidades trataron de imitar las bandas militares. Las primeras bandas se formaron en el sur y centro de México. En cada poblado de los distintos territorios hay cierto tipo de banda o combo de vientos, ya sea tradicionales, particulares o municipales. El tamborazo zacatecano es un ejemplo.
Existen instrumentos de viento de metal en el estado de Oaxaca que datan de 1850. El repertorio de las bandas de Morelos, Guerrero, Oaxaca, Chiapas y Michoacán cubrían gusto, son, vinuet, piezas y marchas fúnebres, danzon, vals, corrido, pasos dobles, marchas, polkas, rancheras, alabanzas and foxes.
La banda de vientos que toca jaranas yucatecas usa los siguientes instrumentos: 
clarinete, saxofón tenor, saxofón barítono, trompeta, trombón, timbal, tambor redoblante, bombo, platillos, güiro.
La banda de vientos oaxaqueña utiliza gran cantidad de saxofones y clarinetes, menor cantidad de trompetas y trombones de vara, y el bombo y los platillos se tocan aparte.
Una de las bandas más antiguas registradas en México es la banda de Tlayacapan del estado de Morelos que fue fundada aproximadamente en 1870, siendo una de las primeras en interpretar la danza del Chinelo.
El tamborazo zacatecano no utiliza tuba, siendo la tambora el instrumento que lleva el tono bajo. En Zacatecas también se toca banda estilo sinaloense.